# Entomobrya cingula
Entomobrya cingula är en urinsektsart som beskrevs av Boener 1906. Entomobrya cingula ingår i släktet Entomobrya och familjen brokhoppstjärtar. Inga underarter finns listade i Catalogue of Life.